# 周必兆
周必兆（1409年—？），字必兆，江西吉安府安福縣人，民籍，明朝政治人物。進士出身。

## 生平
江西鄉試第三十五名。景泰二年（1451年）辛未科會試第五十四名，殿試登進士第二甲第四十一名。任河南道監察御史。

## 家族
曾祖周維禎。祖父周孟琪。父周德淵。